# سبک‌شناسی
سبک‌شناسی (به انگلیسی: stylistics) مطالعهٔ سبکی است که در یک متن یا یک قطعهٔ گفتاری استفاده شده و تأثیری که نویسنده یا گوینده می‌خواهد با استفاده از یک سبک به‌خصوص بر مخاطب خود داشته باشد.
سبک‌شناسی می‌کوشد برای انتخاب‌هایی که گروه‌های اجتماعی در کاربرد سبک زبانیِ خود می‌کنند، اصول و خطوطی بیابد و آن‌ها را دسته‌بندی و مطالعه کند.
بنا بر یکی از تعاریف، سبک‌شناسی عبارت است از تفسیر متن بر مبنای سبک زبان‌شناختی و نواختِ آن متن.
سبک‌شناسی از میان گونه‌های کاربرد زبان، بیش از همه به زبان در ادبیات توجه نشان می‌دهد و بخش عمدهٔ پژوهش‌ها در این شاخهٔ مطالعاتی بر شناساییِ سبک‌های ادبی، زبان شخصی، و فردیتِ خلاقِ مؤلف متمرکز است.
به اعتقادِ لستر بولز پیرسون، هدف اصلی سبک‌شناسی صرفاً خصوصیات ظاهری و متداول یک نوشته نیست، بلکه اهمیت کاربردیِ آن در زمینهٔ تعبیر و تفسیر یک متن با هدفِ ارتباط دادن و مرتبط کردنِ تأثیرات زبانی و لغوی به دلایل زبان‌شناختی است.